# Сусуму Сатоми
Сусуму Сатоми (яп. 里見 進; род. 1954) — японский хирург, 21-й президент Университета Тохоку, президент Японской ассоциации национальных университетов.

## Биография
Окончил среднюю школу префектуры Окинава в Наха (1967). Окончил медицинский факультет Университета Тохоку (1974). Получил докторскую степень в области медицины (1984). Научный сотрудник Института трансплантации Гарвардской медицинской школы (1984—1986). 
Начал работать во втором хирургическом отделении университетской больницы Тохоку (1977). Был повышен до должности доцента (1986), профессор (с 1995). Выполнил первую пересадку почки (1998).
Профессор и заведующий отделом передовых хирургических наук и технологий в Высшей школе медицины Университета Тохоку (с 1999). Директор университетской больницы Тохоку (2004—2012).
Вице-президент университета Тохоку. Президент Японского хирургического общества (2008—2012).
21-й президент университета Тохоку (2012—2018).